# Епархия Цзианя

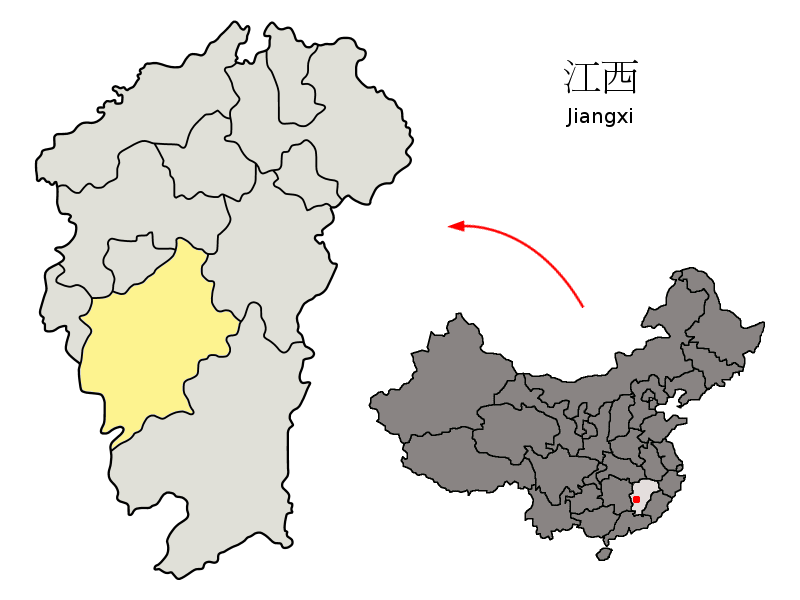
Префектура Цзианя на карте Китая

Епархия Цзианя (лат. Dioecesis Chinganensis) — епархия Римско-Католической церкви c центром в городе Цзиань, Китай. Епархия Цзианя входит в митрополию Наньчана.

## История
19 августа 1879 года Святой Престол учредил апостольский викариат Южного Цзянси, выделив его из апостольского викариата Цзянси (сегодня — Архиепархия Наньчана).
Позднее апостольский викариат Южного Цзянси был дважды переименован: 25 августа 1920 года — в апостольский викариат Цзинаня и 3 декабря 1924 года — в апостольский викариат Цзианьфу.
11 апреля 1946 года Римский папа Пий XII издал буллу Quotidie Nos, которой преобразовал апостольский викариат Цзианьфу в епархию Цзианя.

## Ординарии епархии
- епископ Adrien-François Rouger (19.08.1879 — 31.03.1887);
- епископ Jules-Auguste Coqset (29.06.1887 — 3.05.1907);
- епископ Nicola Ciceri (3.07.1907 — 15.10.1931);
- епископ Gaetano Mignani (15.10.1931 — 29.01.1973);
  - Sede vacante (c 29.01.1973 года по настоящее время).

## Источник
- Annuario Pontificio, Libreria Editrice Vaticana, Città del Vaticano, 2003
- Булла Quotidie Nos, AAS 38 (1946), стр. 301  (лат.)